# Хюком, Франс
Фредерикюс Герардюс (Франс) Хюком (нидерл. Frederikus Gerardus "Frans" Hukom; 28 сентября 1915, Макасар, Голландская Ост-Индия — 3 июля 1989) — индонезийский футболист, защитник.

## Спортивная карьера
С середины 1930-х годов играл за футбольный клуб «Спарта» из Бандунга, а также выступал за сборную этого города. Он дважды выигрывал с командой чемпионат Бандунга. В конце мая 1938 года Франс был вызван в сборную Голландской Ост-Индии и отправился с командой в Нидерланды. Он был одним из семнадцати футболистов, которых главный тренер сборной Йоханнес Христоффел ван Мастенбрук выбрал для подготовки к чемпионату мира во Франции. 
В начале июня сборная отправилась на мундиаль, который стал для Голландской Ост-Индии и Индонезии первым в истории. На турнире команда сыграла одну игру в рамках 1/8 финала, в котором она уступила будущему финалисту турнира Венгрии (6:0). Ху-Кон принял участие в этом матче, сыграв в защите с Самуэлсом. После возвращения в Нидерланды, сборная провела товарищеский матч со сборной Нидерландов на Олимпийском стадионе в Амстердаме. Встреча завершилась победой нидерландцев со счётом 9:2.

## Личная жизнь
Отец — Карел Фредерик Герат Хюком, мать — Клизина Лемпас. 
Женился в возрасте двадцати трёх лет — его супругой стала 19-летняя Элвира Шарлотте Патти, уроженка Джакарты. Их брак был зарегистрирован 28 июня 1939 года в Бандунге.
Умер 3 июля 1989 года в возрасте 73 лет. Похоронен рядом с супругой на кладбище Эйкеленбюрг в Рейсвейке. 